# Selecciones participantes en la Copa Mundial de Rugby de 1991

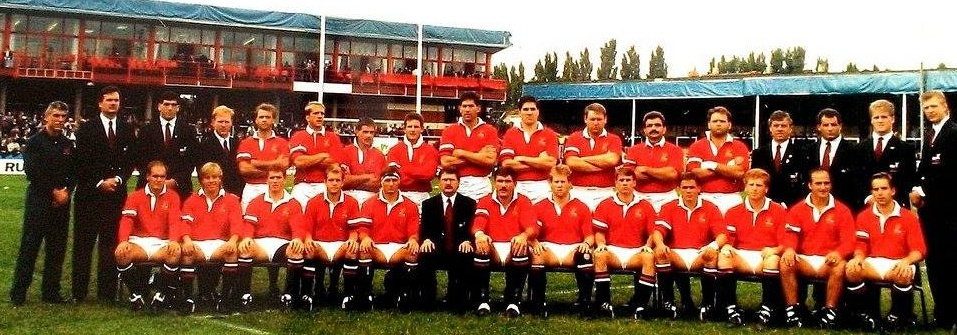
Plantel de los Estados Unidos.

Esta es la lista de las selecciones participantes en la Copa Mundial de Rugby de 1991, que se celebró principalmente en Inglaterra (Reino Unido) del 3 de octubre al 2 de noviembre de 1991 y fue la segunda edición de la Copa del Mundo.
Todos los entrenadores y rugbistas fueron aficionados, ya que recién se abrió al profesionalismo en julio de 1995. Debido a su política de apartheid, por segunda y última vez World Rugby excluyó a Sudáfrica.

## Aclaraciones
Los cuartofinalistas y las naciones de Nivel 1 tienen sus principales artículos, con el plantel y su participación desarrollada.
- En negrita se muestran los jugadores titulares con sus respectivos números de dorsal, los suplentes no tienen las especificaciones.
- Las edades corresponden al último partido que disputó la selección en la Copa Mundial y aún si el rugbista cumplió ese día.
- La posición indicada corresponde con la que jugó o a la más usual del jugador.
- Los partidos de prueba que se contabilizan, son hasta un día antes del inicio del mundial.
- Si el equipo es del mismo país (casi la totalidad), no lleva bandera.

## Grupo A
Integrado por los Estados Unidos, la Rosa, Italia y los All Blacks.

## Grupo B
Constituido por el XV del Cardo, el XV del Trébol, Japón y Zimbabue.

## Grupo C
El grupo de la muerte lo formaron: los Pumas, los Wallabies, los Dragones rojos y la debutante Samoa.

## Grupo D
Integrado por Canadá, Fiyi, Les Bleus y Rumania.

### Rumania

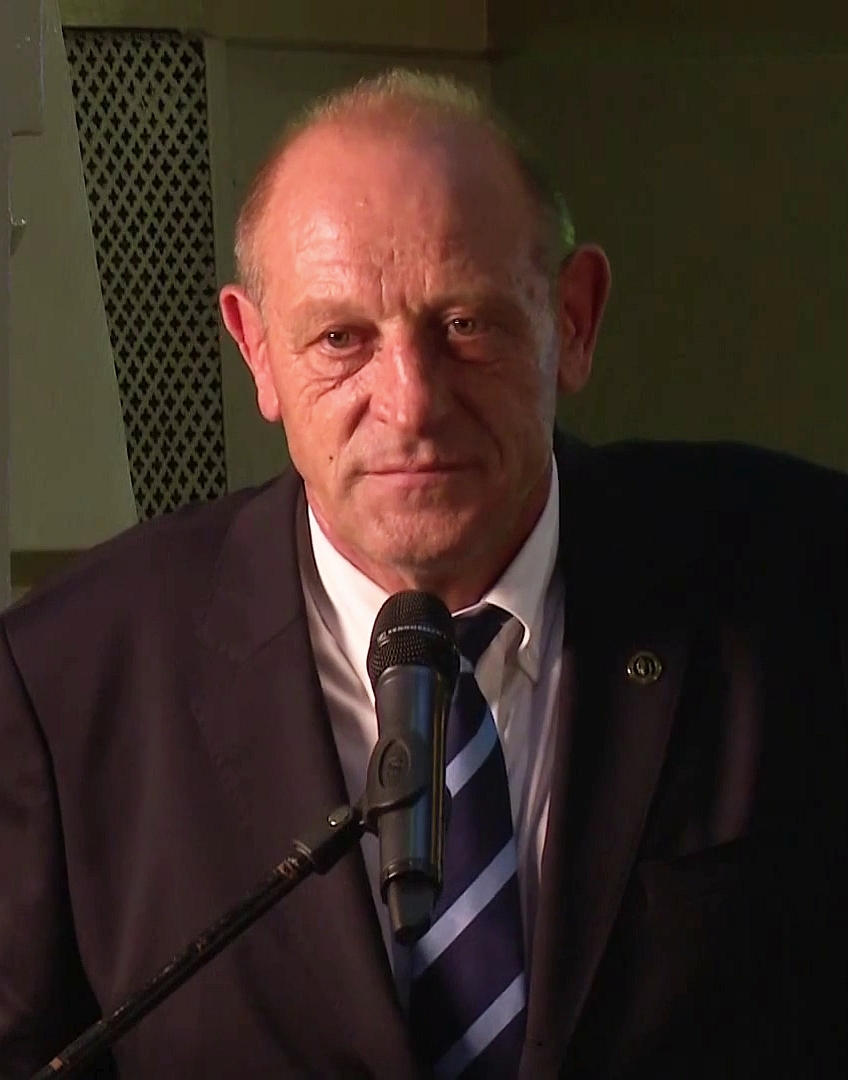
Dumitraș, capitán rumano.

## Fallecidos
El japonés Seiji Hirao (53 años) murió en 2016 de colangiocarcinoma. En 2019 el rumano Marcel Toader (56 años) pereció de un infarto agudo de miocardio.
En 2021 murió de COVID-19 el italiano Massimo Cuttitta (54 años).

### Entrenadores
El japonés Hiroaki Shukuzawa (55 años) falleció en 2006 de un infarto agudo de miocardio mientras hacía montañismo.